# Aleksander Ford
Aleksander Fordⓘ, pierwotnie Mosze Lifszyc (ur. 24 listopada 1908 w Kijowie, zm. 4 kwietnia 1980 w Naples) – polski reżyser filmowy i scenarzysta, komandor Orderu Odrodzenia Polski.
Zaczynał swoją karierę od nakręcenia kilku filmów krótkometrażowych, jednak za jego pierwszy wybitny film uchodzi – obecnie zaginiony – Legion ulicy (1932). Po sukcesie artystycznym tegoż Ford próbował bezskutecznie realizować ambitne filmy o tematyce społecznej, które były przemontowywane przez polskich producentów: Przebudzenie (1934) oraz Ludzi Wisły (1938). Najwartościowszym zachowanym filmem Forda z okresu międzywojennego była Droga młodych (1936), niedopuszczony do rozpowszechniania przez sanacyjną cenzurę dokument o żydowskim sanatorium. W okresie międzywojennym Ford był związany ze Stowarzyszeniem Miłośników Filmu Artystycznego „Start”.
II wojnę światową przetrwał w Związku Radzieckim, skąd w szeregach 1 Dywizji Piechoty im. Tadeusza Kościuszki dotarł do Polski, gdzie nakręcił pierwszy dokument poświęcony niemieckiemu obozowi zagłady: Majdanek – cmentarzysko Europy (1944). Odpowiadał za odbudowę polskiej kinematografii po wojnie, przewodząc w latach 1945–1947 Przedsiębiorstwu Państwowemu „Film Polski”. Jego następny film fabularny, Ulica Graniczna (1948) o zagładzie Żydów w getcie warszawskim, otrzymał Złoty Medal na Międzynarodowym Festiwalu Filmowym w Wenecji. Kolejne fabuły Forda, takie jak Piątka z ulicy Barskiej (1953) oraz superprodukcja Krzyżacy (1960), coraz bardziej odbiegały jednak od tematyki społecznej. W 1969 roku, z powodu rozpoczętej rok wcześniej nagonki antysemickiej, wyjechał z Polski, a za granicą nie odniósł sukcesów artystycznych. Na emigracji dwukrotnie próbował popełnić samobójstwo, z czego druga próba była udana.

## Życiorys

### Młodość
Aleksander Ford urodził się prawdopodobnie 24 listopada 1908 roku, pod nazwiskiem Mosze Lifszyc. Nie jest znane jego dokładne miejsce urodzenia (Ford podawał naprzemiennie Kijów, Łódź, a nawet Warszawę). Jego ojcem był Daniel Lifszyc, żydowski robotnik pracujący w łódzkiej fabryce włókienniczej, natomiast matką – Rosjanka, Anna Dowgalewska. Mosze był jej czwartym dzieckiem: miał trzy starsze siostry i młodszego brata. Daniel Lifszyc umarł w 1923 roku, a śmierć ojca zmusiła Moszego do rozpoczęcia pracy w fabryce. W drugiej połowie lat 20. XX wieku Mosze Lifszyc wyjechał do Warszawy, gdzie podjął pracę w sklepie z aparatami fotograficznymi państwa Skarbków-Malczewskich. Z czasem udało mu się otrzymać posadę w dziale kinematograficznym Polskiej Agencji Telegraficznej, w której pracował jako montażysta. Wtedy też (prawdopodobnie z inspiracji Johnem Fordem) przybrał nazwisko Aleksander Ford. Nie jest pewne wykształcenie Forda; choć on sam wielokrotnie się zarzekał, że ukończył historię sztuki na Uniwersytecie Warszawskim, jego znajoma Bella Bibrowska twierdziła, że nie miał pieniędzy na studia. Zainteresował się natomiast sztuką filmową dzięki otwartym spotkaniom Akademickiego Klubu Literacko-Artystycznego, na które chętnie uczęszczał.

### Wczesna twórczość
Za pierwszy film Forda uchodzi krótkometrażowa etiuda Nad ranem (1929), wyświetlana przed właściwymi pełnometrażowymi seansami filmowymi. Jak pisał jeden z dziennikarzy:
Tematem filmowego reportażu jest Warszawa przed świtem. Uliczne latarnie gasną, choć słońce jeszcze nie wzeszło, a reżyser czule pochyla się nad tą porą niczyją. Wydobywa z niej zalążek dnia oraz wspomnienie nocy. Robotnik sunie do pracy, sterany hulanką pijak wraca do domu. Gazeciarz przysypia w oczekiwaniu na pierwszych klientów, dziewczyna schodzi z ulicy.
Właściwy debiut fabularny, Mascotte, Ford zrealizował na zlecenie rosyjskiego ziemianina Jerzego Dal-Atana, który miał gotowy scenariusz i zażyczył sobie głównej roli aktorskiej. W relacji dziennikarskiej pisano, iż „główny bohater [...] błąka się po mieście w poszukiwaniu dziewczyny i tajemniczej figurki. To najbardziej udany fragment filmu, nadwiślańskie plaże i warszawskie zaułki jeszcze nigdy nie wyglądały tak pięknie”. Mascotte szybko jednak znikła z ekranów, a taśma z nim poszła na przemiał. Wkrótce potem Ford wyjechał do Łodzi na zaproszenie kiniarza Stefana Grodzieńskiego, gdzie nakręcił dwa krótkometrażowe filmy finansowane przez państwo: Tętno polskiego Manchesteru oraz udźwiękowione Narodziny i życie gazety. Oba filmy zostały jednak ocenzurowane – wśród usuniętych scen znalazła się między innymi rewizja osobista robotnic wychodzących z fabryki.

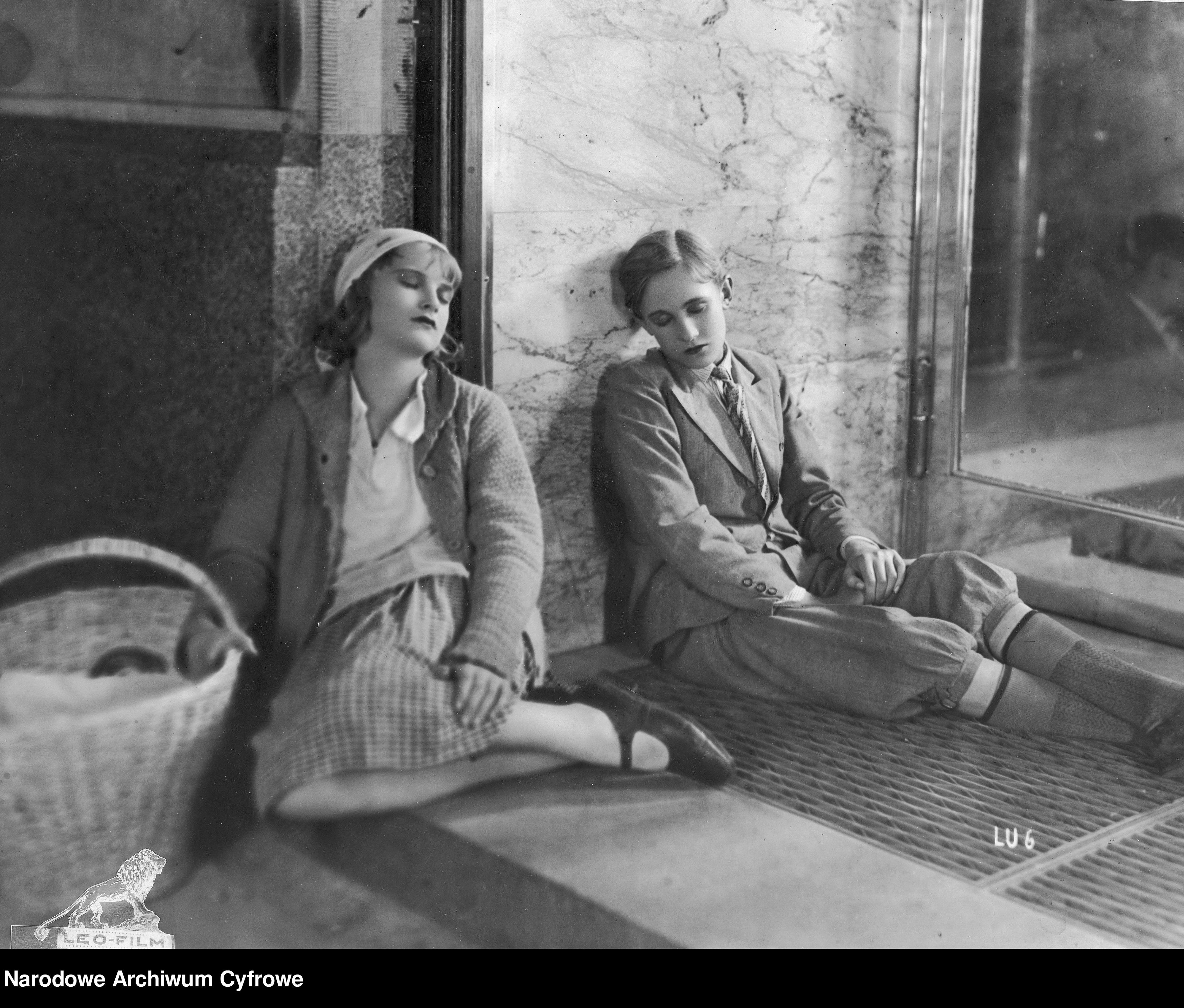
Kadr z filmu Legion ulicy (1932), na zdjęciu Zofia Mirska i Stefan Rogulski

W 1932 roku Ford zrealizował film przełomowy w swojej karierze, Legion ulicy. Jego bohaterem jest chłopak, którego matka wciągnięta przez przędzarkę dogorywa w szpitalu. Na jej leczenie potrzebne są pieniądze, dlatego chłopak – zarabiając jako gazeciarz – zamierza wziąć udział w wyścigu ulicznym i zdobyć rower, który mógłby odsprzedać na leczenie matki. Legion ulicy był filmem bezprecedensowym w polskiej kinematografii. Zamiast pracować w atelier, Ford kręcił zdjęcia w plenerze, wynajmując naturszczyków i utrzymując niskie koszty produkcji. Stefania Zahorska z „Wiadomości Literackich” pisała: „Nie było dotąd filmu, który by miał tak doskonale podchwycony cachet warszawski – lekkość, rytmiczność życia związanego z ulicą”. Legion ulicy otrzymał nagrodę czytelników pisma „Kino”, jednak po II wojnie światowej nigdy nie odnaleziono kopii filmu, a co za tym idzie – nie zachował się on dla współczesności.

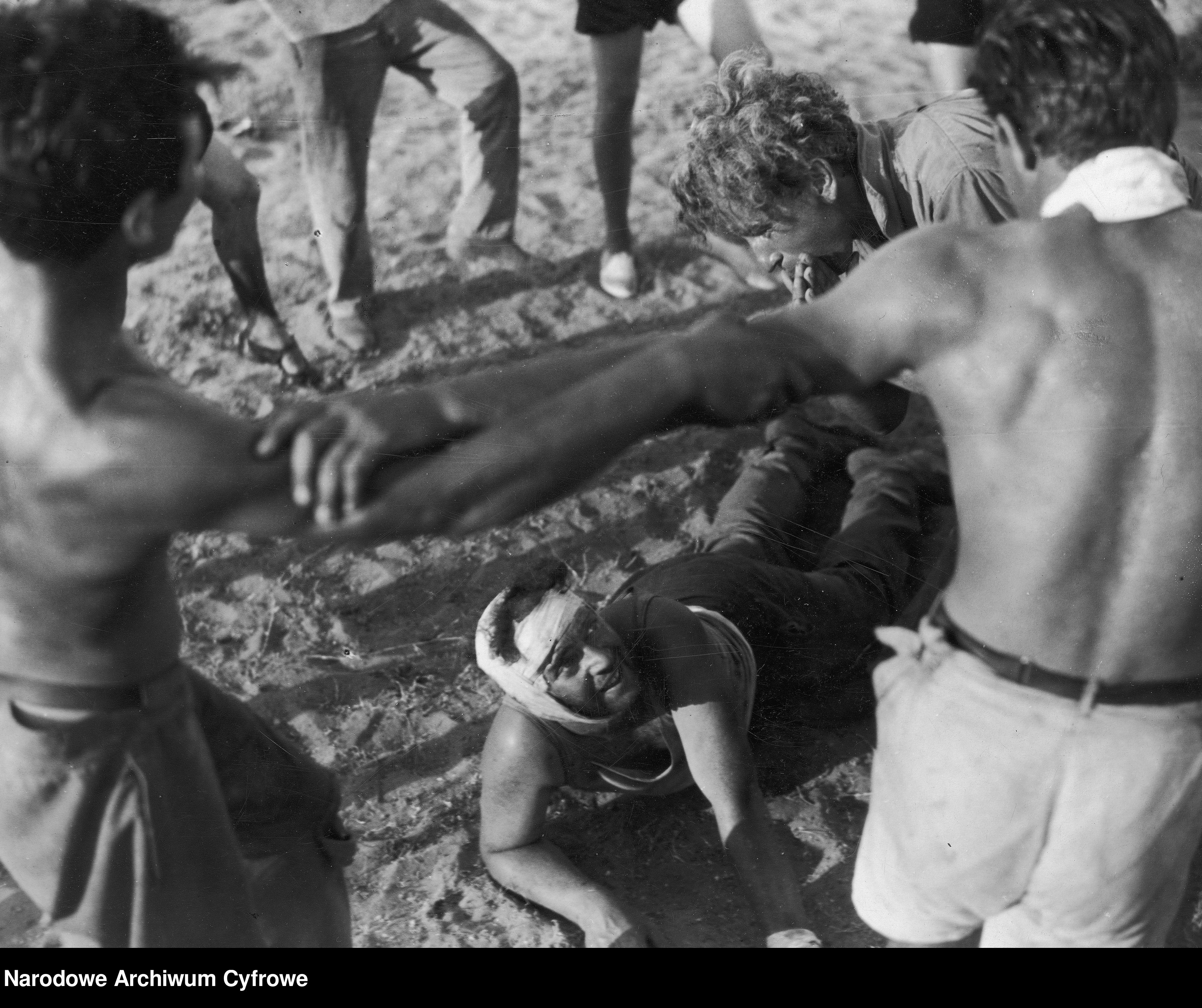
Kadr z filmu Sabra (1933)

W trakcie prac nad Legionem ulicy Ford zapisał się do Komunistycznej Partii Polski. W 1932 roku wyjechał wraz ze swoją żoną Olgą Mińską do Palestyny. Tam nakręcił film o osadnikach żydowskich. Sabra (1933), opowieść o miłości Żydówki i Araba, którzy zostają zabici w wyniku zamieszek żydowsko-arabskich, została ocenzurowana przez producenta, który kazał dokręcić szczęśliwe zakończenie. Ford w wyniku ingerencji producenta wyparł się Sabry. Zarazem odrzucił propozycję budowania narodowej kinematografii żydowskiej. W Polsce wstąpił do Stowarzyszenia Miłośników Filmu Artystycznego „Start”, którego głównymi przedstawicielami byli – oprócz Forda – Eugeniusz Cękalski, Stanisław Wohl i Wanda Jakubowska.

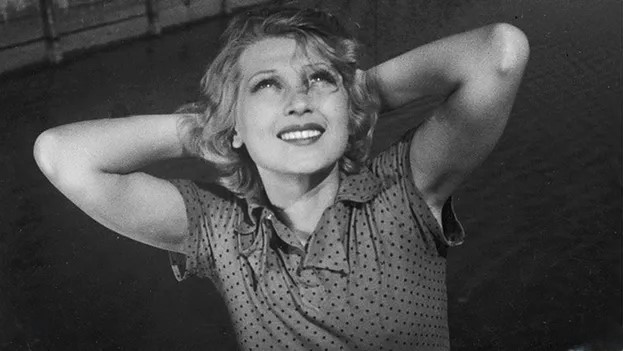
Ina Benita w filmie Ludzie Wisły (1938)

Spółdzielnia „Start” nie przetrwała długo, a Ford musiał wrócić do tzw. branży, czyli polskiego kina komercyjnego. Przebudzenie, przedstawiane przezeń jako opowieść „o młodej dziewczynie wychodzącej z zamkniętego świata domu rodzinnego i szkoły”, na etapie montażu zostało pocięte i przemontowane na żądanie producenta, po czym wydane pod tytułem Miłość maturzystki. Film poniósł sromotną klęskę i został wycofany z ekranów. Wycofał się również na zaawansowanym etapie prac z komedii Nie miała baba kłopotu, którą dokończył cieszący się złą reputacją wśród krytyków Michał Waszyński. Zirytowany Ford podjął się nakręcenia pro publico bono dokumentu o sanatorium dla żydowskich dzieci w podwarszawskim Miedzeszynie. Droga młodych (Mir kumen on, 1936) została zatrzymana przez sanacyjną cenzurę pod zarzutem „propagowania światopoglądu komunistycznego” i „zagrażania interesom Rzeczypospolitej”, lecz Ford tym razem nie dopuścił do jakichkolwiek zmian w swoim dokumencie. Musiał natomiast się ugiąć przy kolejnej pełnometrażowej fabule Ludzie Wisły (1938), która została poddana ingerencji producenckiej i poniosła kolejną klęskę artystyczną i komercyjną.

### W czasie wojny
We wrześniu 1939 roku, gdy Polska stała się obiektem agresji ze strony nazistowskich Niemiec i Związku Radzieckiego, Ford miał zostać zmobilizowany. Jednostka, do której został skierowany, nie zdążyła się jednak sformować. W obliczu zagrożenia niesionego przez wojska niemieckie Ford wyjechał z Warszawy i ruszył na wschód. Do 1940 roku przebywał w okupowanym Białymstoku, a później ewakuował się do Mińska. Znalazł zatrudnienie w Wytwórni Filmowej „Sowietskaja Biełaruś”. Planował nakręcenie filmu o rybakach ciemiężonych przez państwo polskie, jednakże produkcja filmu została przerwana w momencie ataku Niemiec na ZSRR. Ford wyjechał wraz z żoną Olgą do Nowosybirska, przebywał też później w Taszkiencie i Aszchabadzie. Kręcił reportaże oraz filmy szkoleniowe dla Armii Czerwonej. W 1943 Fordowie dołączyli do 1 Dywizji Piechoty im. Tadeusza Kościuszki formowanej w ZSRR. Dobrawszy ekipę zwaną „Czołówką”, złożoną z dwóch operatorów: Wohla i Władysława Forberta, a także asystenta Ludwika Perskiego, reżyser nakręcił kroniki Przysięgamy Ziemi Polskiej i Polska Walcząca.
W 1944 roku „Czołówka” dojechała do Lublina, gdzie ekipa filmowa dokumentowała zbrodnie nazistów na terenie obozu koncentracyjnego i zagłady na Majdanku, czego efektem był pierwszy na świecie film dokumentalny poświęcony zbrodniom hitlerowskim na ziemiach polskich, Majdanek – cmentarzysko Europy (1944). Stuart Lieberman opisywał film następująco: „Ujęcia więźniów, krematoriów i komory gazowej są pierwszymi zdjęciami tego typu, jakie kiedykolwiek wykonano na terenie obozu śmierci. Uzyskały one wkrótce status symboli, jako że wiele z nich wykorzystywano w filmach, zarówno w tym okresie, jak i na przestrzeni kolejnych dziesięcioleci”.

### W Polsce Ludowej

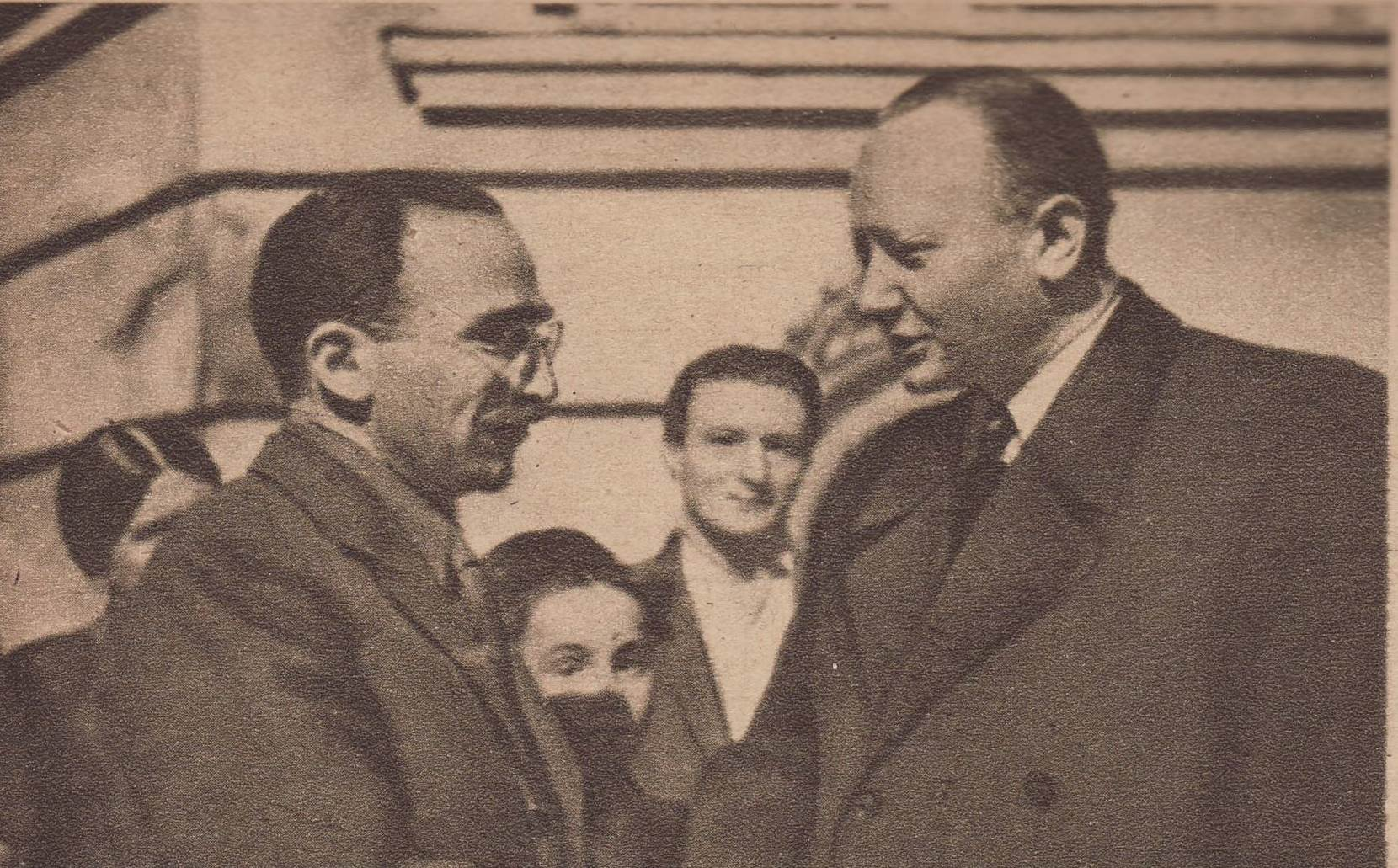
Na planie filmu Ulica Graniczna: Reżyser Aleksander Ford i L. Reichl, dyrektor Czechosłowackiego towarzystwa Filmowego, w atelier w Barrandovie koło Pragi, gdzie kręcono niektóre sceny filmu

W 1945 roku Ford, który dosłużył się stopnia podpułkownika w ramach „Czołówki”, wraz z majorem Jerzym Bossakiem przeprowadził operację szabru, w ramach której z prywatnych firm usługowych w Berlinie wytwórnia zdołała skonfiskować sprzęt wart 2 miliony dolarów. Ford, Bossak i Wohl przekonali kierownictwo Polskiej Partii Robotniczej, iż konieczna jest nacjonalizacja kin oraz koncentracja produkcji w obrębie jednej wytwórni. 13 listopada 1945 roku uchwalony został dekret o utworzeniu Przedsiębiorstwa Państwowego „Film Polski”, którego dyrektorem mianowany został Ford. Świeżo upieczony szef „Filmu Polskiego” niedługo potem wszczął działania zmierzające do nakręcenia własnego filmu o Zagładzie Żydów na ziemiach polskich. Ulica Graniczna, opowieść o młodzieńcach z tytułowej ulicy warszawskiej, doświadczających okrucieństwa II wojny światowej, została napisana przy współpracy scenarzystów Jana Fethke i Ludwika Starskiego, a w 1946 roku była już gotowa do realizacji.

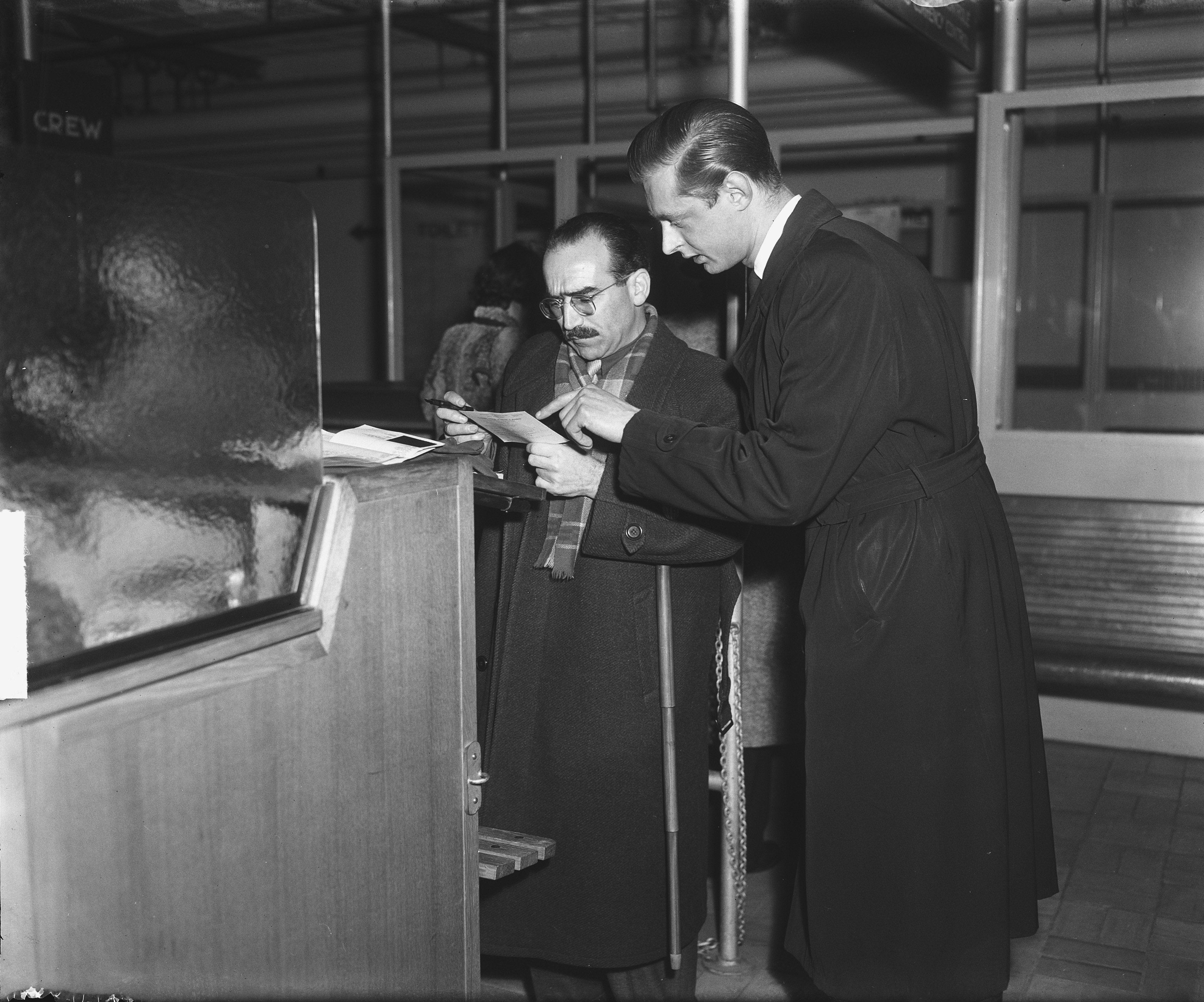
Ford (po lewej) w 1949 roku

Jednakże przed Fordem piętrzyły się kolejne trudności. Przede wszystkim w Polsce wzrosły nastroje antysemickie, które kulminowały w pogromie kieleckim. Władze komunistyczne utożsamiane z „żydokomuną” nie chciały dopuścić do eskalacji napięć; Ford musiał nawet przenieść produkcję filmu do Czechosłowacji. Na dodatek, ponieważ Ford nieudolnie zarządzał „Filmem Polskim” i storpedował kilka realizowanych ówcześnie projektów (np. 2x2=4 Antoniego Bohdziewicza oraz Robinsona warszawskiego Jerzego Zarzyckiego), utracił stanowisko dyrektora przedsiębiorstwa na rzecz Stanisława Albrechta. Następnie scenariusz Ulicy Granicznej poddano licznym modyfikacjom, redukując wątki polskiego antysemityzmu podczas wojny. Gdy film wszedł na ekrany kin w 1948 roku, zdobył Grand Prix Złoty Medal na Międzynarodowym Festiwalu Filmowym w Wenecji, a publiczność w Polsce przyjęła go pozytywnie. Triumf Forda był wszelako pyrrusowy, ponieważ już w 1949 roku Ulica Graniczna została potępiona za defetyzm i pesymizm na Zjeździe Filmowym w Wiśle, na którym wprowadzono odgórną doktrynę socrealizmu.
W tę nową doktrynę Ford wpasował się bezproblemowo. W 1948 roku ogłoszono konkurs na scenariusz filmu poświęconemu Fryderykowi Chopinowi (w setną rocznicę jego śmierci), a Ford podjął się nakręcenia filmu o polskim kompozytorze. Od początku film Młodość Chopina dowodził gigantomanii reżysera (30 dekoracji atelierowych, 21 plenerowych, 138 aktorów, 1800 kostiumów), a proces produkcji tego filmu przeciągnął się do 1951 roku. Pozornie odległa od reguł socrealizmu, Młodość Chopina opierała się jednak na tym samym schemacie, co większość filmów socrealistycznych: „mistrz – adept – satelity – wróg”. Zdaniem Tadeusza Lubelskiego mistrzem dla adepta–Chopina (Czesław Wołłejko) był Joachim Lelewel (w interpretacji Tadeusza Białoszczyńskiego), który nakierowywał kompozytora na rewolucyjne tory. Z perspektywy czasu Ewa Mazierska napisała, iż Młodość Chopina: „jawi się jako film spełniający wiele celów pozornie nie do pogodzenia: ukazujący Chopina jako człowieka, którego biografia i osobowość odzwierciedlały konflikty jego czasów, ale także jako muzycznego geniusza, którego talent był tajemnicą dla jego rówieśników, promującego patriotyzm i internacjonalizm, opowiadającego się za komunizmem i przywołującego nostalgię za minionymi czasami, kiedy część ludzi zwracała się do siebie jako panowie aniżeli towarzysze”.
Kolejny film Forda, Piątka z ulicy Barskiej (1953), był adaptacją powieści Kazimierza Koźniewskiego o tytułowej grupie chuliganów grasujących po Warszawie, z których tylko część przechodzi resocjalizację. W porównaniu jednak z większością polskich filmów socrealistycznych kreacja „wroga”, uosabianego przez przywódcę grupy – Zenona, była już zniuansowana. Mariusz Mazur pisał, że Zenon „budzić może pewne odruchy współczucia: przegrany, ze zszarpanymi nerwami, uciekający w świat regulaminowych zachowań, które dają mu ułudę panowania nad sytuacją”. Piątka z ulicy Barskiej, wysłana przez Forda na Międzynarodowy Festiwal Filmowy w Cannes, zdobyła wyróżnienie aktorskie za rolę Aleksandry Śląskiej w roli dobrodusznej Hanki.
Po śmierci Józefa Stalina w 1953 roku i złagodzeniu terroru komunistycznego w Polsce, Ford wraz z Jakubowską podjął działania na rzecz decentralizacji produkcji filmowej w Polsce i stworzenia zespołów filmowych; zgoda rządu przyszła w 1955 roku. Swojemu asystentowi przy Piątce z ulicy Barskiej, Andrzejowi Wajdzie, Ford powierzył realizację filmu Pokolenie według powieści Bohdana Czeszki, sprawując nad adaptacją opiekę artystyczną. Ford brutalnie potraktował nakręcony przez Wajdę materiał, wycinając część scen i przemontowując całość wedle własnego życzenia. Na kolaudacji jednak, słysząc głosy sprzeciwu partyjnych decydentów, ujął się solidarnie za swym wychowankiem: „W sprawach politycznych musimy mieć to samo zdanie. W sprawach sztuki możemy się różnić”. Pokolenie trafiło do kin, a Wajda właśnie Fordowi zawdzięczał rozpoczęcie kariery filmowej. 
Ford zamierzał jednak powstrzymać zjawisko, które później określano mianem polskiej szkoły filmowej. Na pierwszym posiedzeniu Komisji Ocen Scenariuszy w sprawie kolejnego filmu Wajdy, Kanału, Ford był nieobecny, ale telefonicznie przekonał Komisję, by nie kierowała filmu do realizacji ze względu na ryzykowny temat. Wszelako po śmierci Bolesława Bieruta Kanał i tak otrzymał pozwolenie na realizację, a gdy film Wajdy otrzymał Nagrodę Specjalną Jury w Cannes, Wajda przyćmił Forda w roli najważniejszego polskiego reżysera. Gdy producent Bazy ludzi umarłych Czesława Petelskiego, Józef Krakowski, dopuścił ów film do realizacji w momencie nieobecności Forda w kraju, ten po powrocie zwolnił Krakowskiego.
Ford w międzyczasie przekonał Marka Hłaskę, by ten sprzedał jemu, nie zaś Wajdzie, scenariusz zatytułowany Ósmy dzień tygodnia. Kolejny film Forda, ukończony w 1958 roku, skupiał się na wegetacji dwojga młodych zakochanych tuż po II wojnie światowej. Michał Danielewicz po latach oceniał Ósmy dzień tygodnia jako „spiętrzenie nieporozumień. Ciągnące się sceny i puste dialogi niezdarnie naśladujące młodzieżowy język. Zamiast jazzowych harców są rock’n’rollowe tańce podpatrzone w kinie amerykańskim. Wszystko jest tu równie wiarygodne jak niemiecka aktorka grająca polską dziewczynę”. I tak film Forda okazał się na tyle niecenzuralny, że ówczesny I sekretarz KC PZPR Władysław Gomułka zażądał niedopuszczenia filmu na ekrany kin. Ford – tak jak w przypadku Drogi młodych – tym razem nie zgodził się na żadne cięcia materiału, więc film trafił na półkę aż do 1983 roku. Sam Hłasko już na emigracji dosadnie komentował adaptację filmową Ósmego dnia tygodnia:
W tym opowiadaniu, które mi się niestety nie udało, a którego pomysł lubiłem, chodziło mi o jedną sprawę: dziewczyna, która widzi brud i ohydę wszystkiego, pragnie dla siebie i dla kochanego chłopaka jednej tylko rzeczy: pięknego początku ich miłości. Ford zrobił film na temat, że ludzie się nie mają gdzie rżnąć, co oczywiście nie jest prawdą, rżnąć można się wszędzie.

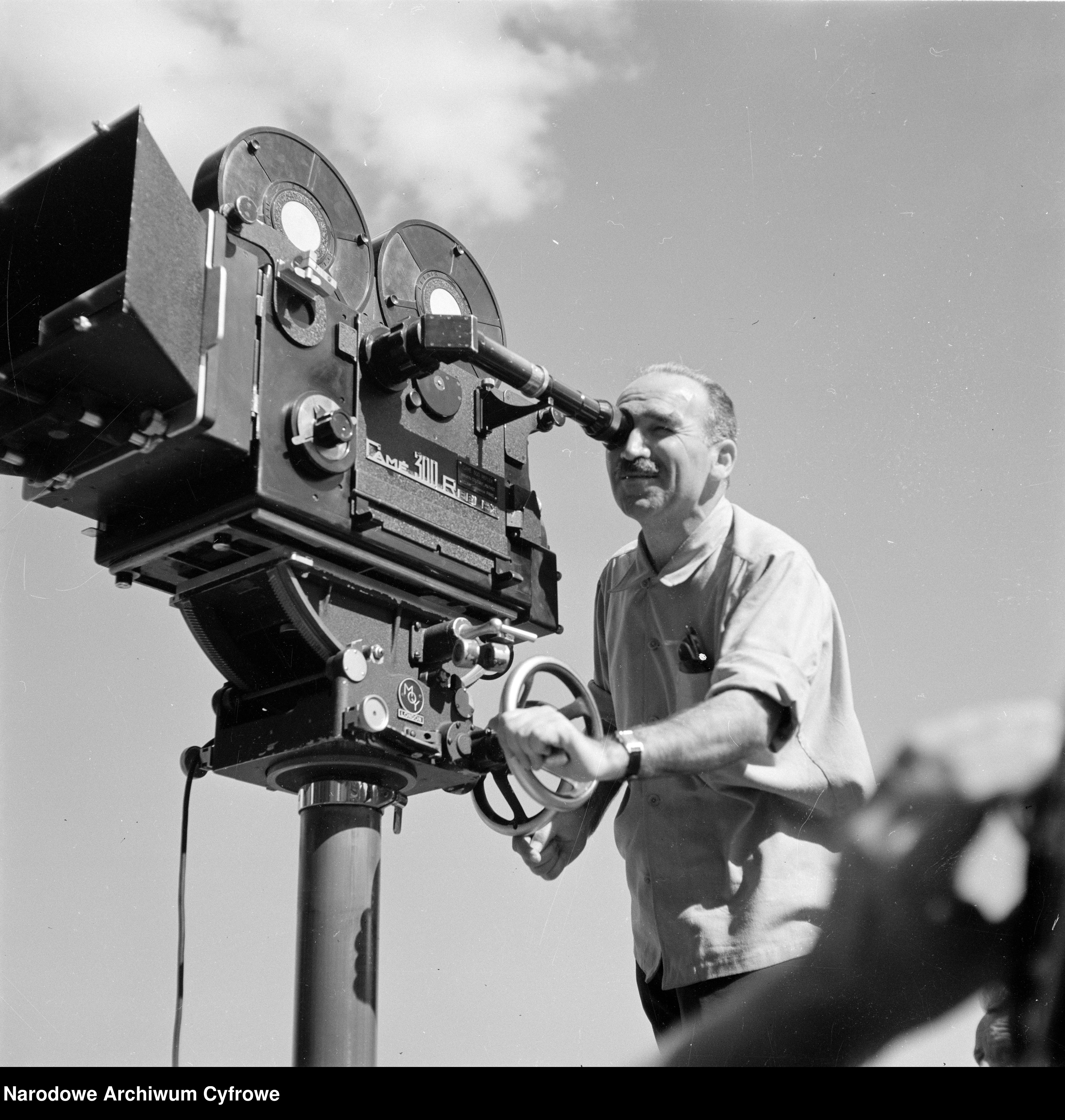
Ford na planie filmu Krzyżacy w 1959 roku

Mając na uwadze swój konflikt z Gomułką, Ford chciał się zrehabilitować w oczach popaździernikowej władzy. Wykorzystał napięcia dyplomatyczne między Polską a Republiką Federalną Niemiec, by wyprosić u władz możliwość nakręcenia Krzyżaków (1960) według powieści Henryka Sienkiewicza. Czarny krzyż na płaszczach rycerzy zakonu miał w filmie stanowić alegorię swastyki, a ekranowy konflikt polsko-krzyżacki – alegorię starcia propagandowego między państwami Układu Warszawskiego a NATO. Olbrzymi jak na czasy powstania budżet filmu (33 miliony złotych) oraz rozmach inscenizacyjny (300 koni, około tysiąca statystów) zapewniły filmowi powodzenie wśród widowni; do 1987 roku Krzyżaków obejrzało 32 miliony widzów. Ze swym nacjonalistycznym przesłaniem film jednak wyraźnie zaprzeczał dążeniom nowego pokolenia reżyserów, skupionego wokół polskiej szkoły filmowej. Wajda twierdził ironicznie: „cała nasza praca zostaje przekreślona takim filmem jak Krzyżacy [...]. Idąc konsekwentnie po tej linii, powinno się następnie zrobić Obronę Częstochowy i Cud nad Wisłą”.
Po Krzyżakach – swym najmniej osobistym filmie – Ford przez kilka lat nie pracował przy żadnym utworze filmowym. W 1964 roku nakręcił Pierwszy dzień wolności, kameralny dramat psychologiczny o polskich oficerach wyzwolonych z niemieckiego oflagu oraz o niemieckim lekarzu, który pozostaje z córką w pobliskim rodzinnym miasteczku. Tak jak Ulica Graniczna, Pierwszy dzień wolności wyróżniał się drapieżnym ujęciem tematu wojny (wyzwoleni robotnicy przymusowi gwałcili wspomnianą Niemkę), był już jednak ostatnim filmem nakręconym przez Forda w Polsce. Wojna sześciodniowa między Izraelem a państwami arabskimi (wspieranymi przez ZSRR) ponownie doprowadziła do wzrostu nastrojów antysemickich w Polsce Ludowej. W 1968 roku na fali antysemickiej nagonki na Forda spłynęła seria donosów. 1 października 1968 roku złożył wniosek o wyjazd emigracyjny do Izraela. Wnioskował o wyjazd wspólnie z żoną oraz dziećmi. Formalna zgoda na wyjazd stały z PRL został udzielona 23 listopada. W 1969 roku Ford wraz z rodziną opuścił Polskę.

### Na emigracji

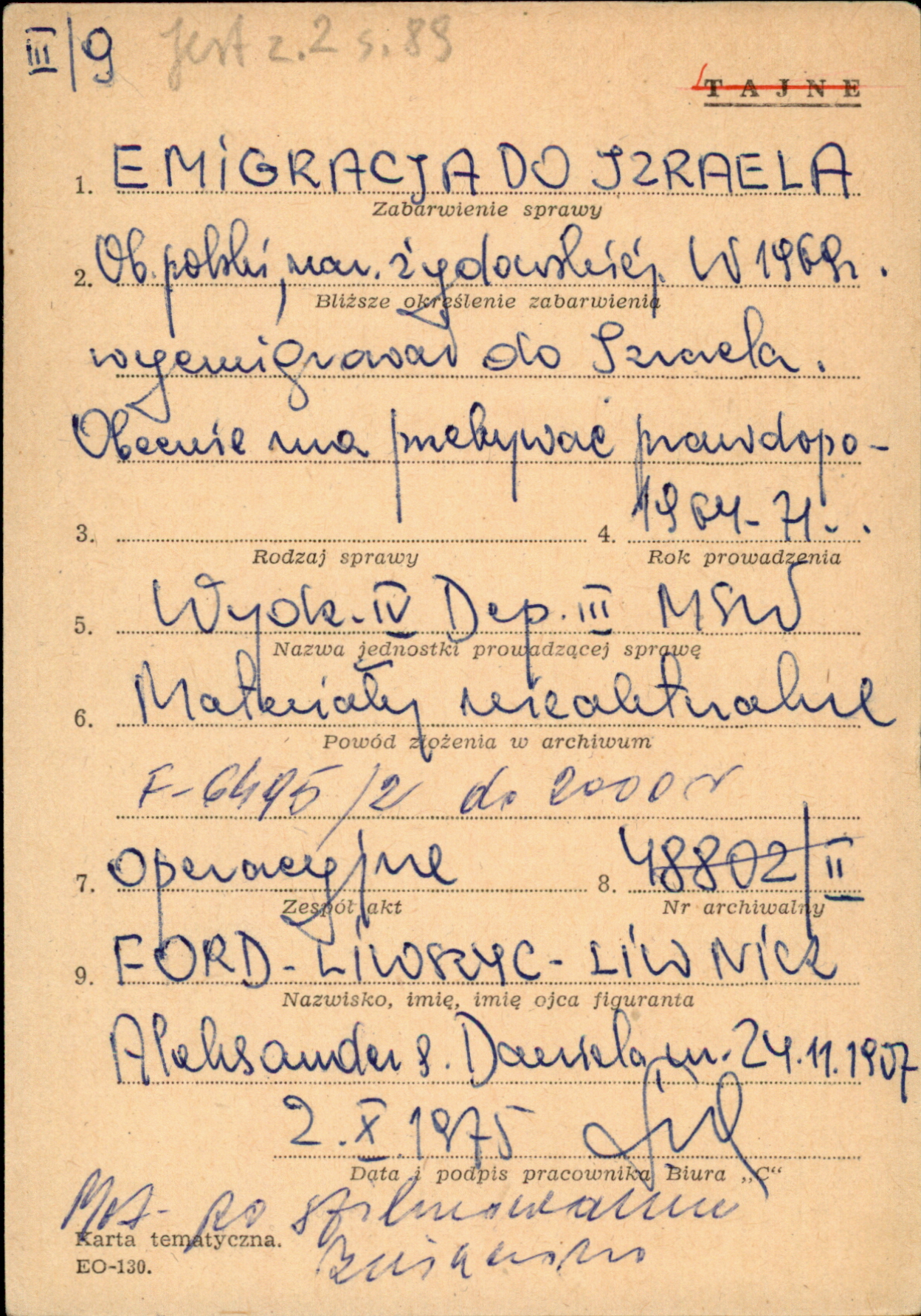
Karta dot. Aleksandra Forda z kartoteki „Wyjazdy emigracyjne do Izraela”. Zasób Archiwum IPN

Wyjechawszy z Polski do RFN, Ford uznał za swój „moralny obowiązek” nakręcić Krąg pierwszy według książki Aleksandra Sołżenicyna, w której „izolowani od świata naukowcy pracują nad nowymi technologiami podsłuchu dla NKWD”. Unosząc się dumą, odrzucił propozycję zrobienia dwóch filmów telewizyjnych, które miałyby poprzedzić dofinansowanie planowanego przezeń projektu. W 1970 roku wyjechał do Izraela, gdzie liczył na dofinansowanie produkcji Kręgu pierwszego przez producenta amerykańskiego, który okazał się jednak oszustem. Ford odrzucił też propozycję wykładania na uniwersytecie w Tel Awiwie, po czym przeprowadził się do Hellerup pod duńską Kopenhagą. Tym razem bowiem dofinansowanie Kręgu pierwszego obiecała wytwórnia Paramount Pictures. Konflikt między Fordem a Paramount doprowadził jednak do sytuacji, w której dystrybutor obciął budżet filmu, pozbawił reżysera prawa do montażu, a w końcu – dopuścił Krąg pierwszy jedynie do ograniczonej dystrybucji w Stanach w 1973 roku. Film zebrał bardzo złe recenzje w Stanach, a w bloku wschodnim okazał się z oczywistych powodów niedopuszczalny do wyświetlenia. Ostatni film Forda, Jest pan wolny, doktorze Korczak (1974) o tytułowym polskim pedagogu, poniósł zupełną klęskę artystyczną i komercyjną. Producentem został doświadczony niemiecki filmowiec Artur Brauner, ale w pamięci widzów pozostały kompromitujące wpadki. Tadeusz Lubelski napisał:
Film Forda ma pewną zasadniczą, rzucającą się w oczy słabość: jego tytułowy bohater jest pozbawionym energii i wiary zmęczonym starcem, w którego duchową siłę trudno uwierzyć. Korczak, niczym postarzały hipis, krąży po getcie w popielatym prochowcu, z chlebakiem na ramieniu, z gwiazdą Dawida noszoną raz na prawej, raz na lewej ręce [...]. [Film] wzmaga wrażenie, że Korczak – mimo heroicznej postawy – pozostał z pustymi rękami, jak człowiek, który przegrał życie. Podczas gdy w rzeczywistości był duchowym zwycięzcą.

### Poza reżyserią
W latach 1948–1968 był wykładowcą w Państwowej Wyższej Szkole Filmowej, Telewizyjnej i Teatralnej w Łodzi. W latach 1954–1956 był dziekanem Wydziału Reżyserii tej uczelni. Należał do Polskiej Zjednoczonej Partii Robotniczej, z której szeregów został usunięty w 1968 roku, za „postawę sprzeczną ze stanowiskiem partii”. Od 1962 był członkiem Ogólnopolskiego Komitetu Pokoju.

### Inwigilacja ze strony służb specjalnych PRL
Aleksander Ford znalazł się w kręgu zainteresowania bezpieki, ponieważ w środowisku filmowym miał wielu wrogów i budził skrajne emocje. Tajni współpracownicy Służby Bezpieczeństwa w swoich doniesieniach oskarżali go o nadużywanie stanowiska służbowego, malwersacje finansowe oraz krytykowanie działań rządu i PZPR. Dokumenty z jego inwigilacji zachowały się w Archiwum Instytutu Pamięci Narodowej pod sygnaturą AIPN 01208/1924/CD.

## Życie prywatne i śmierć

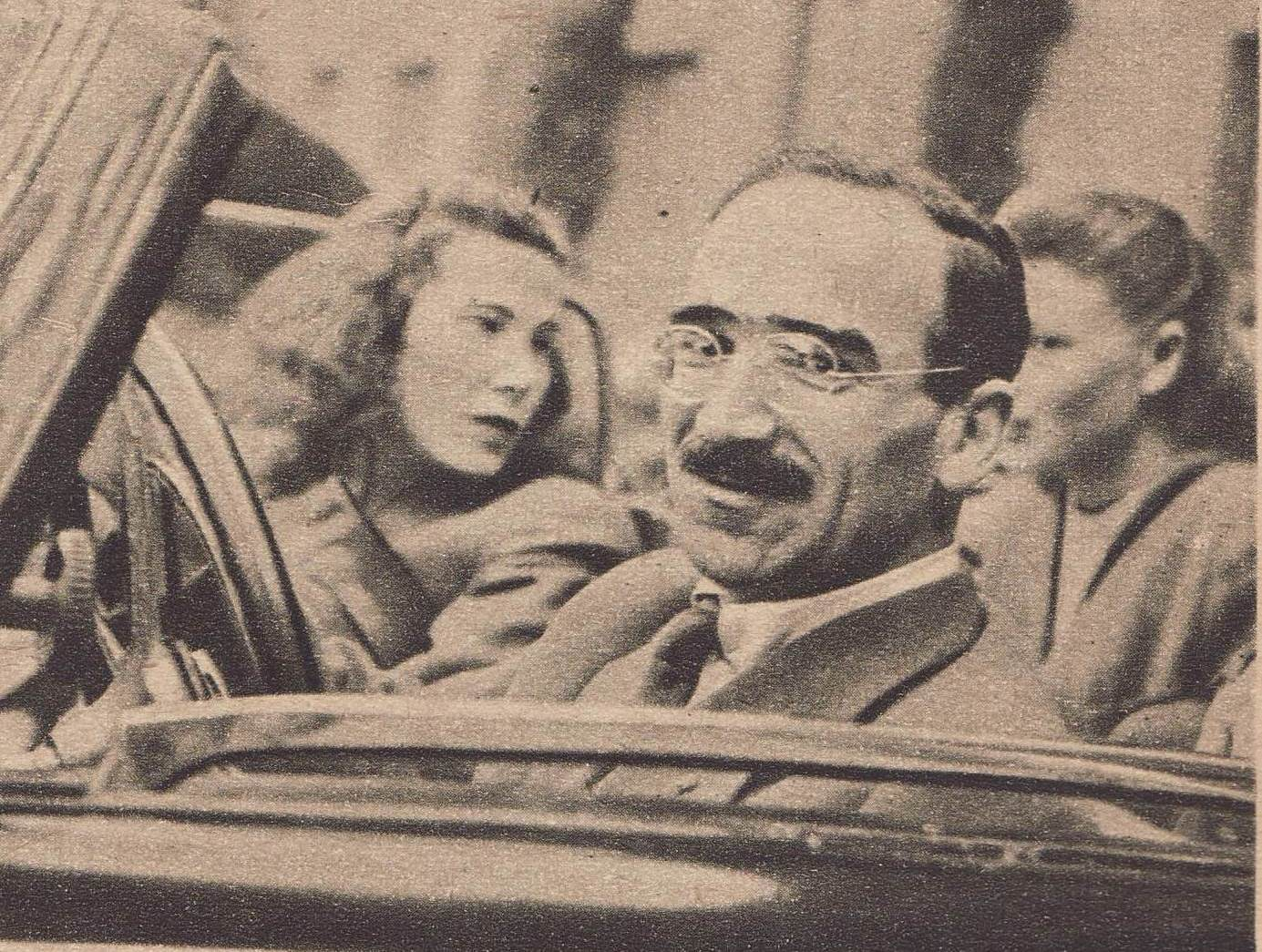
Aleksander Ford w 1947 roku

Aleksander Ford był dwukrotnie żonaty. Pierwszą jego żoną była Olga Mińska, z którą ożenił się około roku 1930. Mińska została scenarzystką Przebudzenia i Sabry, a także asystentką reżysera przy Ulicy Granicznej i Młodości Chopina. W trakcie związku z Mińską Ford poznał w 1943 roku zbiegłą z sowieckiego więzienia Janinę Wieczerzyńską, z którą spłodził nieślubnego syna Aleksandra Forda juniora. Ford wielokrotnie odwiedzał swojego syna, zarazem wprowadzał go w błąd na temat szczegółów dotyczących jego narodzin. Drugą żoną Forda była o 30 lat młodsza amerykańska aktorka Eleanor Griswold, którą w atmosferze skandalu uwiódł krytykowi filmowemu Zygmuntowi Kałużyńskiemu. Ze związku z Griswold Ford miał dwie córki: Konstancję (ur. 1961) i Justynę (ur. 1966) oraz syna Romana (ur. 1964).
Ford po sukcesie Ulicy Granicznej prowadził wystawny tryb życia. Pasjonowały go samochody, lubił też koniak. Na emigracji czuł się jednak coraz bardziej wyobcowany. Po raz pierwszy próbował popełnić samobójstwo w Kopenhadze dnia 30 lipca 1975 roku, rok po klęsce filmu Jest pan wolny, panie Korczak. Kilka tygodni był w stanie śpiączki, z której lekarze zdołali go wybudzić. Nie potrafił potem znaleźć sobie innego zawodu aniżeli reżyserię. Utrzymywała go Eleanor, która została tłumaczką w lokalnym oddziale IBM. Z czasem stał się agresywny wobec żony, więc ta ostatecznie wyjechała do Stanów Zjednoczonych, gdzie mieszkali jej rodzice. W 1979 bank zabrał mu willę w Kopenhadze, wskutek czego musiał przeprowadzić się do kamienicy komunalnej. Na początku 1980 roku przyleciał do USA, żeby spotkać się z żoną, ta jednak wniosła pozew o rozwód, zakończony definitywnym rozstaniem obojga małżonków 14 lutego 1980 roku. 4 kwietnia 1980, po nagraniu dwóch pożegnalnych kaset adresowanych do żony i córki, popełnił samobójstwo – powiesił się w motelu Suntide w miejscowości Naples na Florydzie. Eleanor zniszczyła obie kasety.

## Styl filmowy
Tomasz Rachwald pisał, iż w latach 30. XX wieku „w filmach Forda niewiele było akcentów etnicznych i narodowościowych, a jako komunista wierzył wówczas w solidarność między ludźmi i rychły koniec państw narodowych”. Dlatego też już w międzywojennych filmach Forda (Sabrze, Drodze młodych) pojawiają się wątki antyreligijne, ale również antysyjonistyczne i antypolskie. W tychże filmach, jak twierdził Rachwald, widoczny jest „negatywny obraz stosunków społecznych opartych na kapitale i podziałach etnicznych oraz pozytywna wizja przyszłości, w której zostaną one zlikwidowane i zastąpione przez ponadnarodową solidarność ludzi pracujących”. Po doświadczeniach II wojny światowej Ford jednak zmienił retorykę swoich filmów. Ulica Graniczna czci pamięć polskich Żydów, natomiast Młodość Chopina podkreśla etniczność muzyki kompozytora. Wreszcie Krzyżacy oraz Pierwszy dzień wolności akcentują nieuchronne podziały narodowościowe oraz ich konsekwencje dla bohaterów.

## Filmografia
| Rok       | Tytuł                            | Reżyser | Scenarzysta | Uwagi                                         |
| --------- | -------------------------------- | ------- | ----------- | --------------------------------------------- |
| 1929      | Nad ranem                        | T       |             | krótkometrażowa etiuda                        |
| 1930      | Tętno polskiego Manchesteru      | T       |             | film krótkometrażowy                          |
| 1930      | Mascotte                         | T       |             | film fabularny                                |
| 1931      | Narodziny i życie gazety         | T       |             | film krótkometrażowy                          |
| 1932      | Legion ulicy                     | T       |             | film fabularny                                |
| 1933      | Sabra                            | T       | T           | film fabularny                                |
| 1934      | Przebudzenie                     | T       |             | film fabularny                                |
| 1935      | Nie miała baba kłopotu           | T       |             | film fabularny, współreżyser Michał Waszyński |
| 1936      | Droga młodych                    | T       |             | film dokumentalny                             |
| 1938      | Społem                           | T       |             | film krótkometrażowy                          |
| 1938      | Ludzie Wisły                     | T       |             | film fabularny                                |
| 1943      | Przysięgamy ziemi polskiej       | T       |             | film dokumentalny; także montażysta           |
| 1943–1944 | Polska Walcząca                  | T       |             | kronika filmowa                               |
| 1944      | Majdanek – cmentarzysko Europy   | T       |             | film dokumentalny                             |
| 1948      | Ulica Graniczna                  | T       | T           | film fabularny                                |
| 1951      | Młodość Chopina                  | T       | T           | film fabularny                                |
| 1953      | Piątka z ulicy Barskiej          | T       | T           | film fabularny                                |
| 1958      | Ósmy dzień tygodnia              | T       | T           | film fabularny, premiera w Polsce 1983        |
| 1960      | Krzyżacy                         | T       | T           | film fabularny                                |
| 1964      | Pierwszy dzień wolności          | T       |             | film fabularny                                |
| 1966      | Lekarz stwierdza...              | T       |             | film fabularny                                |
| 1971      | Krąg pierwszy                    | T       | T           | film fabularny                                |
| 1974      | Jest pan wolny, doktorze Korczak | T       |             | film fabularny                                |

## Nagrody
| Rok  | Film                                         | Instytucja                                                 | Nagroda                                      |
| ---- | -------------------------------------------- | ---------------------------------------------------------- | -------------------------------------------- |
| 1932 | Legion ulicy                                 | Czasopismo „Kino”                                          | Nagroda czytelników                          |
| 1948 | Ulica Graniczna                              | Międzynarodowy Festiwal Filmowy w Wenecji                  | Złoty Medal                                  |
| 1952 | Młodość Chopina                              | Międzynarodowy Festiwal Filmowy w Karlowych Warach         | Nagroda za film biograficzny                 |
| 1952 | Młodość Chopina                              | Komitet Nagród Państwowych                                 | Nagroda Państwowa I stopnia (zespołowa)      |
| 1954 | Piątka z ulicy Barskiej                      | Międzynarodowy Festiwal Filmowy w Cannes                   | Nagroda Jury                                 |
| 1954 | Piątka z ulicy Barskiej                      | Międzynarodowy Festiwal Filmowy w Edynburgu                | dyplom                                       |
| 1955 | za całość twórczości i działalności filmowej | Komitet Nagród Państwowych                                 | Nagroda Państwowa I stopnia                  |
| 1959 | Młodość Chopina                              | Przegląd Filmowy „Lido deglo Esturi” w Ferrarze            | Złoty Medal                                  |
| 1960 | Krzyżacy                                     | Czasopismo „Film”                                          | Złota Kaczka dla najlepszego filmu polskiego |
| 1962 | Krzyżacy                                     | Ministerstwo Kultury i Sztuki                              | Nagroda Ministra Kultury i Sztuki I stopnia  |
| 1964 | Pierwszy dzień wolności                      | Klub Krytyki Filmowej Stowarzyszenia Dziennikarzy Polskich | Syrenka Warszawska za film fabularny         |
| 1965 | Pierwszy dzień wolności                      | Czasopismo „Film”                                          | Złota Kaczka dla najlepszego filmu polskiego |

## Ordery i odznaczenia[115]

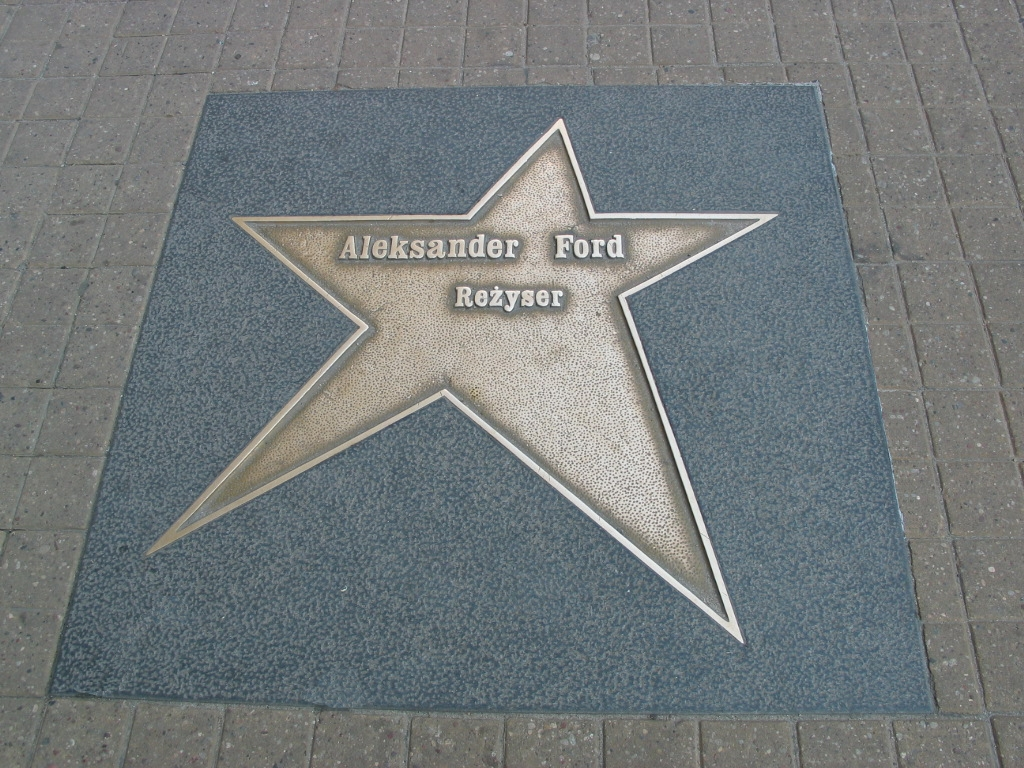
Gwiazda w łódzkiej Alei Gwiazd

- Order Sztandaru Pracy I klasy (1964)[116]
- Order Sztandaru Pracy II klasy (22 lipca 1949)[117]
- Krzyż Komandorski Orderu Odrodzenia Polski (6 lipca 1954)[118]
- Order Krzyża Grunwaldu III klasy
- Krzyż Oficerski Orderu Odrodzenia Polski
- Krzyż Kawalerski Orderu Odrodzenia Polski
- Złoty Krzyż Zasługi (22 stycznia 1946)[119]
- Krzyż Walecznych
- Srebrny Medal „Zasłużonym na Polu Chwały”
- Medal za Warszawę 1939–1945
- Medal 10-lecia Polski Ludowej (1955)
- Medal „Za Odwagę” (ZSRR)